# Kanižarica
Kanižarica (Modèle:IPA-sl) est un village au sud-ouest de la ville de Črnomelj dans la Carniole blanche, zone du sud-est de la Slovénie. La région fait partie de la région de Basse-Carniole. Il compte 593 habitants.

## Histoire
Au cours de la seconde Guerre mondiale, le 19 juillet 1942, les partisans locaux massacrent 61 Roms de Kanižarica,,.

## Mine de charbon
Une mine de charbon est en activité de 1857 à 1995. Elle est partiellement conservée et il possible d'y observer une partie de l'équipement destinée à  l'exploitation minière.